# Ribeira (Gerichtsbezirk)
Der Gerichtsbezirk Ribeira ist einer der 14 Gerichtsbezirke in der Provinz A Coruña.
Der Bezirk umfasst 3 Gemeinden auf einer Fläche von 187,92 km² mit dem Hauptquartier in Ribeira.

## Gemeinden
| Gemeinde               | Einwohner (2024) | Fläche km² | Dichte Einw./km² | Cod INE | Postleitzahl        |
| ---------------------- | ---------------- | ---------- | ---------------- | ------- | ------------------- |
| Boiro                  | 19.018           | 86,58      | 220              | 15011   | 15930               |
| A Pobra do Caramiñal   | 9.184            | 32,51      | 282              | 15067   | 15940, 15948, 15949 |
| Ribeira                | 27.111           | 68,83      | 394              | 15073   | 15960               |
| Gerichtsbezirk Ribeira | 55.313           | 187,92     | 294              | –       | –                   |